# Tramvaiul din Iași
Tramvaiul din Iași este o rețea de transport electric din municipiul Iași (România). Este una dintre cele mai lungi rețele din România (82,6 km).

## Istoric

### Începuturi
În baza Legii nr. 713 pentru concesionarea tramvaiului din Iași, promulgată de regele Carol I al României la 25 februarie 1898, Primăria orașului Iași, reprezentată de primarul Nicolae Gane, a concesionat companiei germane A.E.G. Berlin, printr-un contract semnat la 19 martie 1898, dreptul de a construi o rețea de transport cu tramvaie electrice. Primul director al tramvaielor din Iași a fost numit ing. Carol Litarszek (1898-1901).
La 17 februarie/1 martie 1900, a fost pusă în funcțiune prima linie de tramvai electric din Iași, pe traseul dintre Gară și Hală. După cum anunța ziarul „Ecoul Moldovei” din 24 februarie 1900, tramvaiele urmau să circule între ora 7 dimineața și ora 11 noaptea, la intervale regulate de câte 7 minute și jumătate. Prețul unui bilet de călătorie dus-întors era de 15 bani.
După un an, în 1901, funcționau 5 trasee (Gară – Piața Unirii, Păcurari – Nicolina, Copou - Socola, Str. Albă - Abator și Tg. Cucu - Sărărie) pe care circulau 19 vagoane. Rețeaua de tramvaie electrice a ajuns să aibă o lungime de 17,307 km, ea ocupând atunci primul loc din România, fiind superioară astfel rețelelor de tramvaie electrice din Brăila, Galați și București.

### Perioada interbelică
În 1916, societatea AEG este trecută în proprietatea statului, iar patru ani mai târziu, uzina și tramvaiele electrice sunt preluate în administrarea Primăriei orașului Iași. La 8 iunie 1924 este înființată Societatea Comunală de Electricitate Iași (SCEI). În 1929, vagoanele de tramvai sunt reconstruite după proiectele inginerilor Huhulea și Dorogan.
Anii celui de-al doilea război mondial au fost ani de decădere a activității de transport cu tramvaie din Iași. Astfel, dacă în anul 1938 societatea dispunea de 45 vagoane, numărul de tramvaie scăzuse în 1945 la doar 19.

### Perioada regimului comunist
După al Doilea Război Mondial, întreprinderea de transport în comun din Iași este reorganizată de mai multe ori în următoarele societăți: E.T.A.C.S. (Electricitate, Tramvaie, Apă, Canal, Salubritate) (1949-1957), Întreprinderea Comunală de Electricitate și Transport (I.C.E.T.) (1957-1961), Întreprinderea de Transport Iași (I.T.I.) (1961-1979), Întreprinderea Județeană de Transport Local (IJTL) Iași (1979-1990).
În perioada 1948-1990 s-au efectuat numeroase lucrări de extindere și modernizare a rețelei de tramvai din Iași. Au fost date în exploatare tramvaie noi de tip I.T.B. (din 1959), Tatra T4R din Cehoslovacia (din 1978) sau Timiș 2 (din 1981). Parcul de vehicule a crescut an de an, ajungând în 1970 la 128 tramvaie. Au fost înființate Baza de întreținere și exploatare tramvaie din strada Uzinei (1976) și Baza de întreținere pentru tramvaie și autobuze din Dacia (1983).

### După 1990
După Revoluția din decembrie 1989 a fost înființată Regia Autonomă de Transport în Comun (R.A.T.C.), care a preluat patrimoniul fostei IJTL Iași. Ca urmare a faptului că tramvaie noi pentru șine cu ecartament metric nu se mai fabricau decât la comandă, Regia de Transport în Comun din Iași nu a putut achiziționa tramvaie noi. Ea a apelat la folosirea de tramvaie I.T.B. modernizate în cadrul R.A.T.C. (din 1991) și de tramvaie V2A modernizate la S.C. Nicolina S.A. (1992-1997), regia dispunând în 1997 de 159 tramvaie.
Ulterior, RATC a fost nevoită să cumpere tramvaie second-hand: 10 tramvaie GT4 din Stuttgart (1997), 19 tramvaie Tatra T4D din Halle și 16 tramvaie ST7 și ST8 din Darmstadt (1998), 15 tramvaie GT4 din Stuttgart și 8 Tatra T4D din Halle (2000), 14 tramvaie GT5 din Augsburg (2001), 27 tramvaie GT4 modernizate din Halle (2003), 10 tramvaie GT4 din Augsburg (2004), 10 tramvaie ST10 și ST11 din Darmstadt, 31 de tramvaie GT4 modernizate din Stuttgart (2007-2008) și 13 tramvaie GT4 și unul de tip GT8 de la Stadtwerke Augsburg (2009).
În paralel cu aceste achiziții, începând din anul 2003, regia a beneficiat de programul Donație de tramvaie, derulat cu Secretariatul de Stat pentru Relații Economice (SECO) din cadrul Guvernului Confederației Elvețiene. În cadrul acestui program, au sosit la Iași tramvaie elvețiene donate de Primăria orașului Berna: 6 tramvaie Be 4/4 (2003), 3 tramvaie Be 4/4 (2004) și 4 vagoane Be 8/8 (2008).
În perioada 2002-2006, Regia Autonomă de Transport în Comun din Iași a fost divizată în două societăți: Regia Autonomă de Transport Electric în Comun Iași (RATEC Iași) și S.C. „Autobuzul” S.A. După unificare, noua societate a primit denumirea de Regia Autonomă de Transport Public Iași.
Începând din 1997 au fost reabilitate mai multe linii de tramvai din oraș. În anul 1997 a fost desființată linia de tramvai Podu Roș - CUG 2, după accidentul de la Rond Vechi CUG din 29 martie 1997 dintre Tatra T4R (203) și remorca Timișului (343) . Tramvaiul a mai circulat două săptămâni și apoi vagoanele au fost retrase de pe traseele 9 și 10.

## Prezent
Prin anii 1995‑1996 s-a discutat un proiect de trecere a rețelei de tramvai din Iași la cale de rulare cu ecartament normal (1.435 mm), dar s‑a renunțat la el din cauza costurilor foarte mari (în jurul echivalentului a peste 400 milioane euro ), a timpului lung (de minim 2 ani) în care s-ar putea înlocui toate șinele și a dorinței de a nu micșora benzile rutiere, mai ales că există străzi înguste în Iași (unde șinele cu ecartament normal nu ar putea fi amplasate, ducând la eliminarea unor trasee, exemplu legătura cu zona Tătărași). 
Municipiul Iași are una dintre cele mai mari pante (Tătărași - Pădurii) din Europa pe care circulă tramvaiele.
În prezent, tramvaiul din Iași este una dintre puținele rețele din România care circulă pe șine cu ecartament îngust -1.000 mm - (alături de Arad și Rășinari), în timp ce în Botoșani, Brăila, București, Cluj, Craiova, Galați, Oradea, Ploiești și Timișoara se circulă pe ecartament de 1.435 mm.
Singurul oraș care a trecut în România de la 1.000 mm la 1435 mm a fost Galați în anii '70.
În primul deceniu al secolului al XXI-lea, Regia Autonomă de Transport Public Iași a început un program major de modernizare a căii de rulare, fiind reabilitate următoarele tronsoane: Pasaj Nicolina - Podu de Piatră, Podu de Piatră - Gară - Billa - Canta, Pasaj Alexandru cel Bun, Str. Arcu - Centru - Tg. Cucu - Cinci Drumuri, Tătărași Sud - Tătărași Nord - Str. Nicoriță.
În perioada 2019-2021, a fost creat, prin recondiționarea unei garnituri întregi BE 4/4 (vagon motor și remorca) Tramvaiul Reciclării. Acest tramvai colectează deșeuri electronice de la aproape toate capetele liniilor de tramvai din Iasi.
RATP iași (în prezent CTP iași) operează pe traseele de tramvai cu următoarele tipuri de vagoane: GT4, GT8, BE 4/4, BE 8/8, ST10, M6D, M8C, Pesa Swing și Bozankaya GT6. Tramvaiele de epocă sunt prezente și ele la stradă, cu diferite ocazii.

## Trasee actuale[7]
- 1 (Rond Copou - Piața Unirii - Tg. Cucu – Podu Roș (1) – Baza 3 - Tătărași – Tg. Cucu – Piața Unirii -  Rond Copou) - 17,5 km
- 3 (Gară - Piața Unirii - Tg. Cucu - Tătărași - Dancu) - 15,60 km[8]
- 5 (Rond Dacia – Bd.N.Iorga – Țesătura – Baza 3 – Rond Țuțora) - 19,1 km
- 6 (Rond Dacia - Gară - Str. Bacinschi - Piața Unirii - Rond Tg. Cucu) - 13 km
- 7 (Rond Canta - Gară - Piața Unirii - Tg. Cucu - Podu Roș - Baza 3 - Rond Tuțora) - 20.8 km
- 8 (Rond Copou - Piața Unirii - Tg. Cucu - Tudor Vladimirescu - Rond Țuțora) - 13.9 km
- 9 (Rond Copou - Piața Unirii - Tg. Cucu - Podu Roș (3) - Tehnopolis) - 20,2 km (Ocazional operat cu autobuze)
- 11 (Rond Dacia - Podu de Piatră - Gara Internațională - Bd. Nicolae Iorga - Baza 3 - Rond Tătărași Nord) - 21,30 km
- 13 (Rond Copou - Piața Unirii - Tg. Cucu – Tătărași – Baza 3 - Podu Roș (1) – Tg. Cucu – Piața Unirii - Rond Copou) - 17,5 km

## Trasee de tramvai din trecut
- 1 (Copou - Baza 3 - Țuțora)
- 1b (Copou - Baza 3)
- 2 (Canta - Gară - Podu de Piatră - Bd. N. Iorga - Baza 3 - Tepro - Rond Țutora)
- 2 (Canta - Gară - Podu de Piatră - Podu Roș - Baza 3)
- 2b (Canta - Gară - Podu de Piatră - Bd. N. Iorga - Baza 3)
- 3b (Autogară - Centru - Tătărași Sud)
- 4 (Triumf - Tătărași - Tudor Vladimirescu - Triumf)
- 4b (Triumf - Tătărași Sud)
- 5b (Dacia - Podu Roș - Baza 3)
- 6 (Dacia - Tg. Cucu - Podu Roș - Țuțora)
- 6b (Dacia - Podu de Piatră - Podu Roș - C.E.T. - Tudor Vladimirescu - Centru - Billa - Gară - Dacia)
- 7 (Canta - Tg. Cucu)
- 7 (Autogară - Podu Roș - Tătărași Nord)
- 8 (Triumf - Piața Unirii - Tg. Cucu - Tudor Vladimirescu - Tătărași - Triumf)
- 8b (Triumf - Baza 3)
- 9 (Gară - Tg. Cucu - Podu Roș - CUG 2)
- 9b (Tg. Cucu - Podu Roș - CUG 2)
- 10 (Dacia - Podu de Piatră - Podu Roș - Pasaj Nicolina - CUG 2)
- 10b (Dacia - Podu de Piatră - Bd. Republicii (N. Iorga) - Pasaj Nicolina - CUG 2)
- 11 (Canta - Centru - Tg. Cucu)
- 12 (Tătărași Nord - Țuțora)
- 13 (Copou - Tătărași Sud)
- 13 (Dancu - Copou)
- 14 (Dancu - Tătărași Nord)
- 14 (Canta - Gară - Bd. Republicii (N. Iorga) - Pasaj Nicolina - CUG 2)
- 15 (Tătărași Nord - Metalurgie - Țesătura - Bd. Republicii (N. Iorga) - Pasaj Nicolina - CUG 2)
- 16 (Canta - Centru - Tătărași - Metalurgie - Podu Roș - Tg. Cucu - Canta)
- 16b (Canta - Centru - Podu Roș - Metalurgie - Tătărași - Tg. Cucu - Canta)
- 18 (Tătărași Nord - Țuțora)

## Flota de tramvaie

### Flota curentă
| Model               | Descriere                      | Număr unități | An cumpărare | An producție | Obs. |
| SSB GT4             | tramvai articulat              | 106           | 1997-2012    | 1959-1965    | Au fost achiziționate un număr de 109 vagoane. 75 unități modernizate în 1988-1998. 2 unități retrase. 1 vagon reconstruit ca GT4M. |
| GT4M                | tramvai articulat              | 1             | 1997/2013    | 1962/2012    | SSB GT4 reconstruit la Remar Pașcani.                                                                                               |
| GT8 (Type Mannheim) | tramvai dublu articulat        | 10            | 2009, 2012   | 1976         | Cumpărat de la Stadtwerke Augsburg.                                                                                                 |
| ST10                | tramvai articulat              | 7             | 2007-2008    | 1976         | Achiziționat de la HEAG mobilo Darmstadt.                                                                                           |
| ST11                | tramvai dublu articulat        | 3             | 2007-2008    | 1982         | Achiziționat de la HEAG mobilo Darmstadt.                                                                                           |
| Be 4/4 + B4/B       | vagon motor +remorcă           | 9             | 2003-2004    | 1960-1961    | Achiziționate de la Bernmobil Berna.                                                                                                |
| Be 8/8              | tramvai dublu articulat        | 14            | 2008-2010    | 1973         | Achiziționate de la Bernmobil Berna. Modernizate în 1987-1990.                                                                      |
| M8C                 | tramvai dublu articulat        | 7             | 2017-2018    | 1989         | Achiziționate de la Ruhrbahn GmbH, Essen. Modernizate în 2011-2014.                                                                 |
| M6D                 | tramvai articulat              | 8             | 2018         | 1984-1992    | Achiziționate de la MVG Mülheim. Modernizate în 2011-2014.                                                                          |
| Pesa 122NaJ         | tramvai articulat (5 secțiuni) | 16            | 2021         | 2021         | Contractate în aprilie 2020. |
| Bozankaya           | tramvai articulat (5 secțiuni) | 16            | 2021-2022    | 2021-2022    | În curs de livrare. Contractate în noiembrie 2019.                                                                                  |

În luna august 2021 au venit 4 din cele 16 tramvaie PESA Swing, achiziționate de Primăria Municipiul Iași în anul 2019, cu fonduri europene. Începând cu septembrie 2021, urmează să vină alte 16 tramvaie noi de la compania turcească Bozankaya, achiziționate tot cu fonduri europene.
Tramvaiele PESA vor circula pe traseele 1,3,7,8 și 13 , dar cu timpul vor circula pe toate rutele, inclusiv pe 6, 9 și 11.

### Vehicule retrase din circulație/păstrate ca vagoane istorice
| Model         | Descriere                      | Număr unități | Numere de parc | An cumpărare             | An construcție | În circulație până | Observații |
| AEG           | tramvai cu două axe            | 54            | 1–54 | 1900-?                   | 1900-?         | ca. 1976           | Tramvaie construite de către AEG în 1900, ulterior (1929-1938) modernizate și reconstruite la Iași; 2 tramvaie păstrate                                                                            |
| ITB V58+V10   | tramvai cu două axe + remorcă  | 56+66         | 50–105/50–115 | 1959-1969                | 1958-1969      | 1992               | Construite de către ITB București; 1 tramvai păstrat |
| ČKD Tatra T4R | tramvai cu 4 axe               | 70            | 201–270 | 1978-1981                | 1978-1981      | 2009               | 1 tramvai păstrat |
| Timiș-2       | tramvai cu 4 axe vagon+remorcă | 47+47         | 301–347, 348 ex 301 (același număr de parc la vagonul motor cât și la remorcă) | 1981-1982                | 1981-1982      | 2003               | Construit la Electrometal Timișoara; 1 tramvai + 1 remorcă păstrate, 4 vagoane transformate în vehicule de serviciu                                                                                |
| ex-V58+V09    | tramvai cu două axe + remorcă  | 15+15         | 100–114 (același număr la vagonul motor și remorcă) | 1991-1992 (reconstruite) | 1958-1969      | ca. 1996           | Reconstruite de către RATC Iași din fostele tramvaie ITB V58+V10 |
| V2A           | tramvai articulat cu 6 axe     | 25            | 350–374 | 1992-1996                | 1988-1996      | 2003               | 1 prototip (nou); 24 tramvaie cumpărate de la Oradea Transport Local ,CTP Cluj-Napoca, și modernizate (scurtate și adaptate pentru ecartamentul de 1000 mm) la Nicolina SA Iași; 1 tramvai păstrat |
| ČKD Tatra T4D | tramvai cu 4 axe               | 27+2(B4D)     | 201II, 206II, 208II, 212II, 219II, 223II, 230II, 231II, 236II, 237II, 241II, 242II, 244II, 246II, 249II, 251II, 253II, 257II, 260II, 262II, 266II, 267II, 269II, / 273–274 271–274 / 273–274 | 1997-2002                | 1968-1988      | 2009               | Achiziționate de la HAVAG Halle; |
| ST7/ST8       | tramvai articulat cu 6 axe     | 16            | 101–116 | 1998                     | 1961-1963      | 2009               | Achiziționate de la HEAG mobilo Darmstadt; 1 tramvai păstrat |
| GT5           | tramvai articulat cu 5 axe     | 14            | 354–355, 357–358, 360, 362, 365–367, 369–373 | 2001                     | 1964-1969      | 2010               | Achiziționate de la Stadtwerke Augsburg; 1 tramvai păstrat |

## Imagini

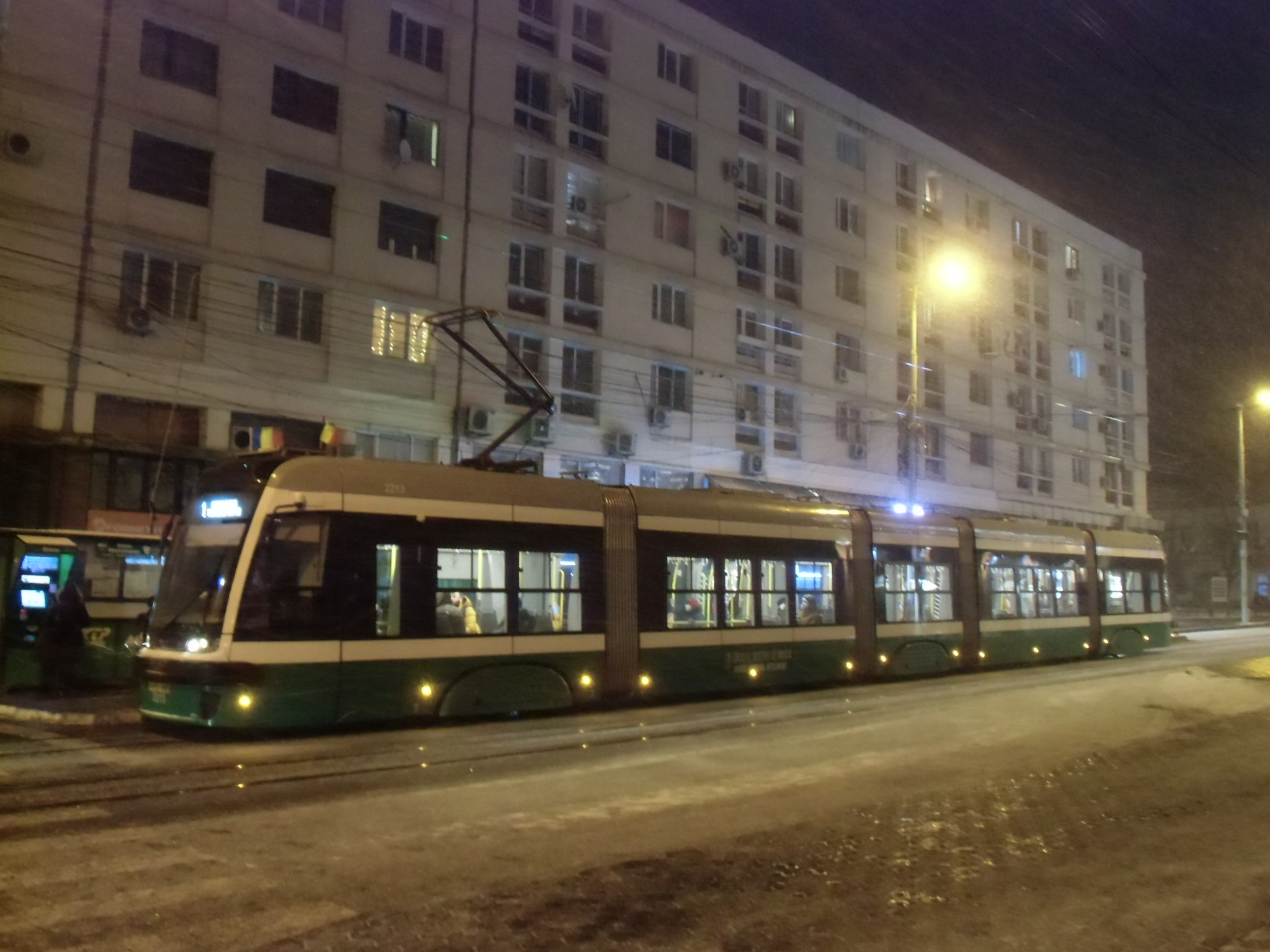
Tramvai Pesa Swing în stația Piața Unirii
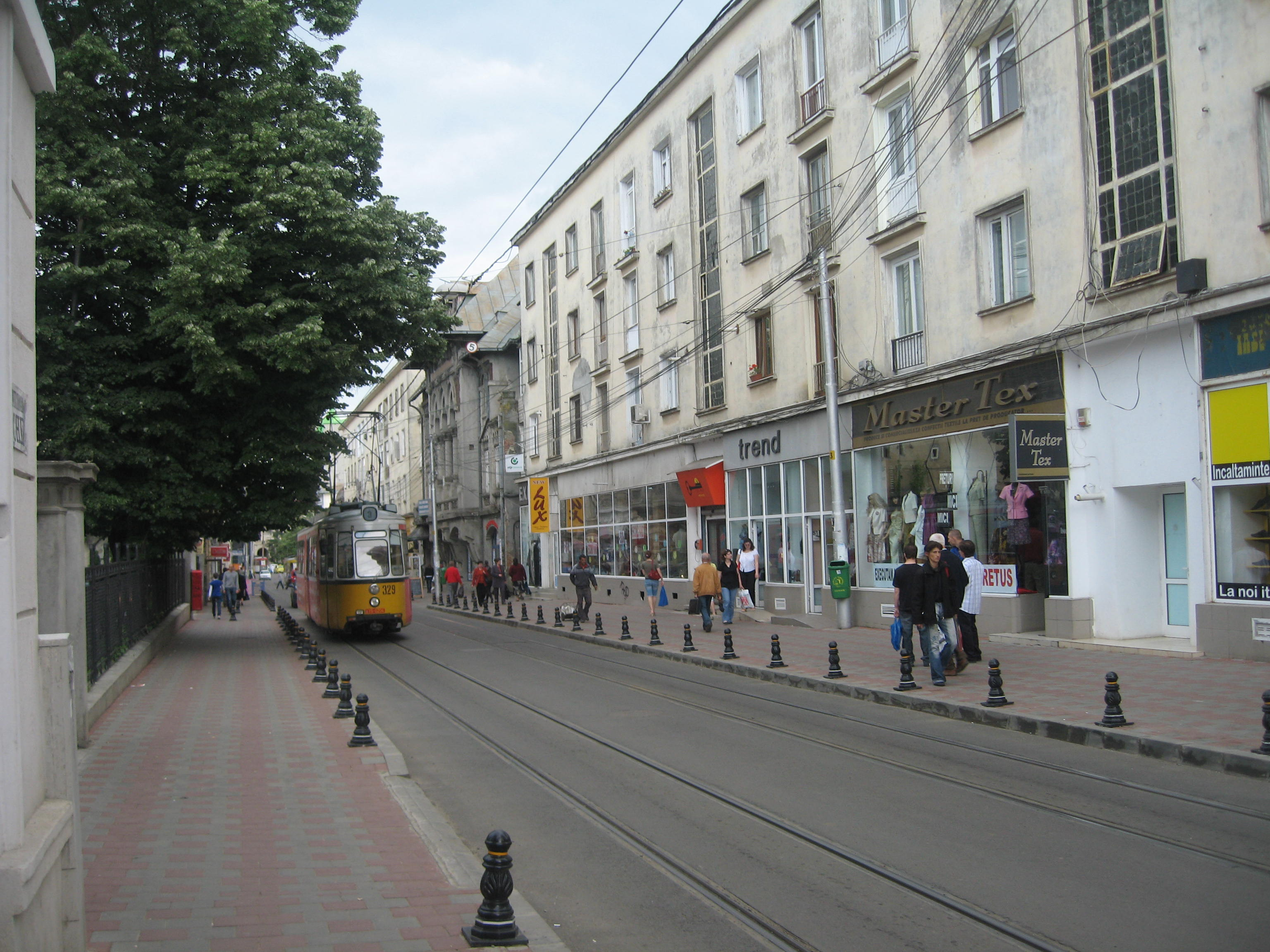
Tramvai trecând pe Str. Cuza Vodă
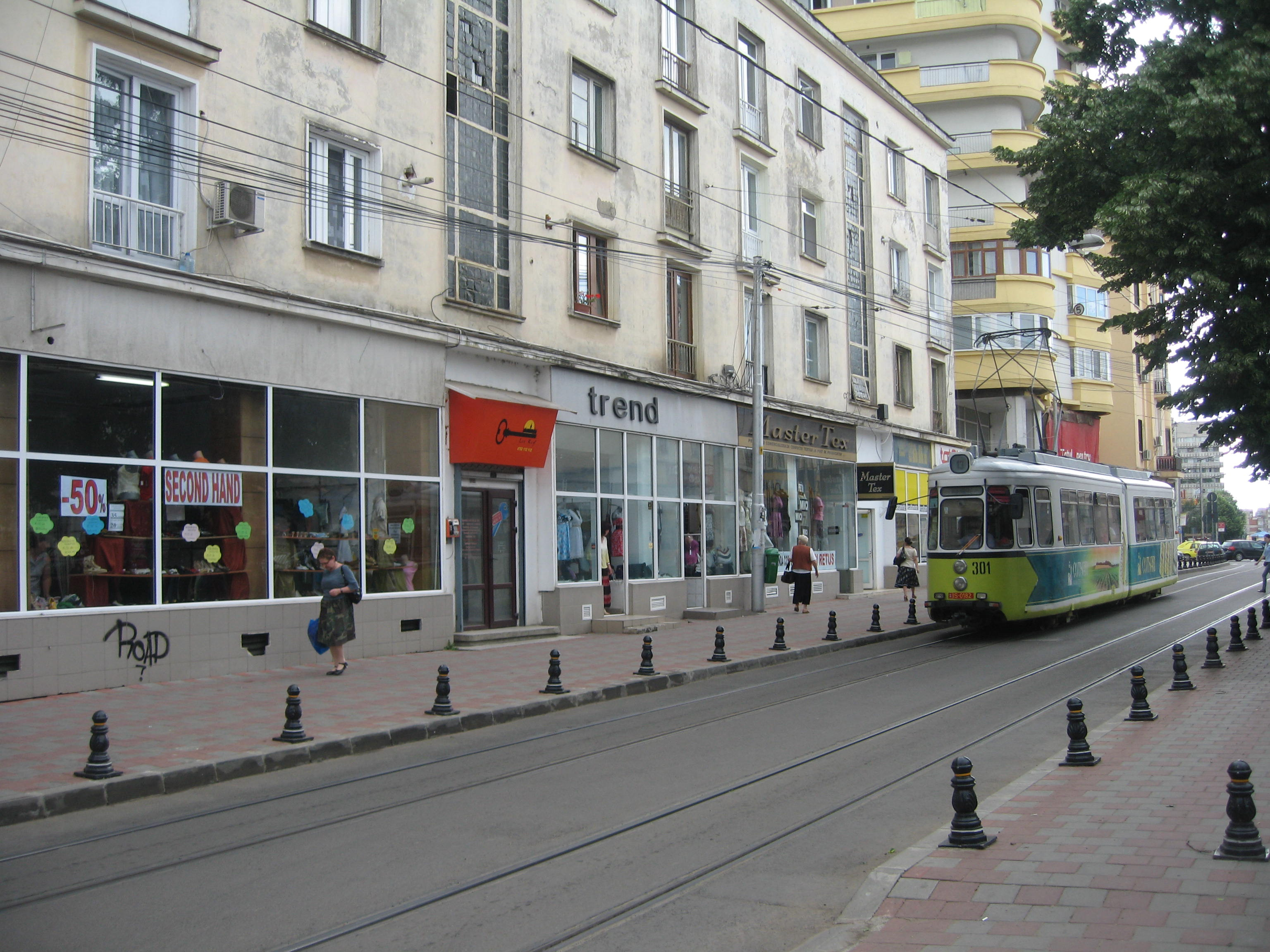
Tramvai trecând pe Str. Cuza Vodă
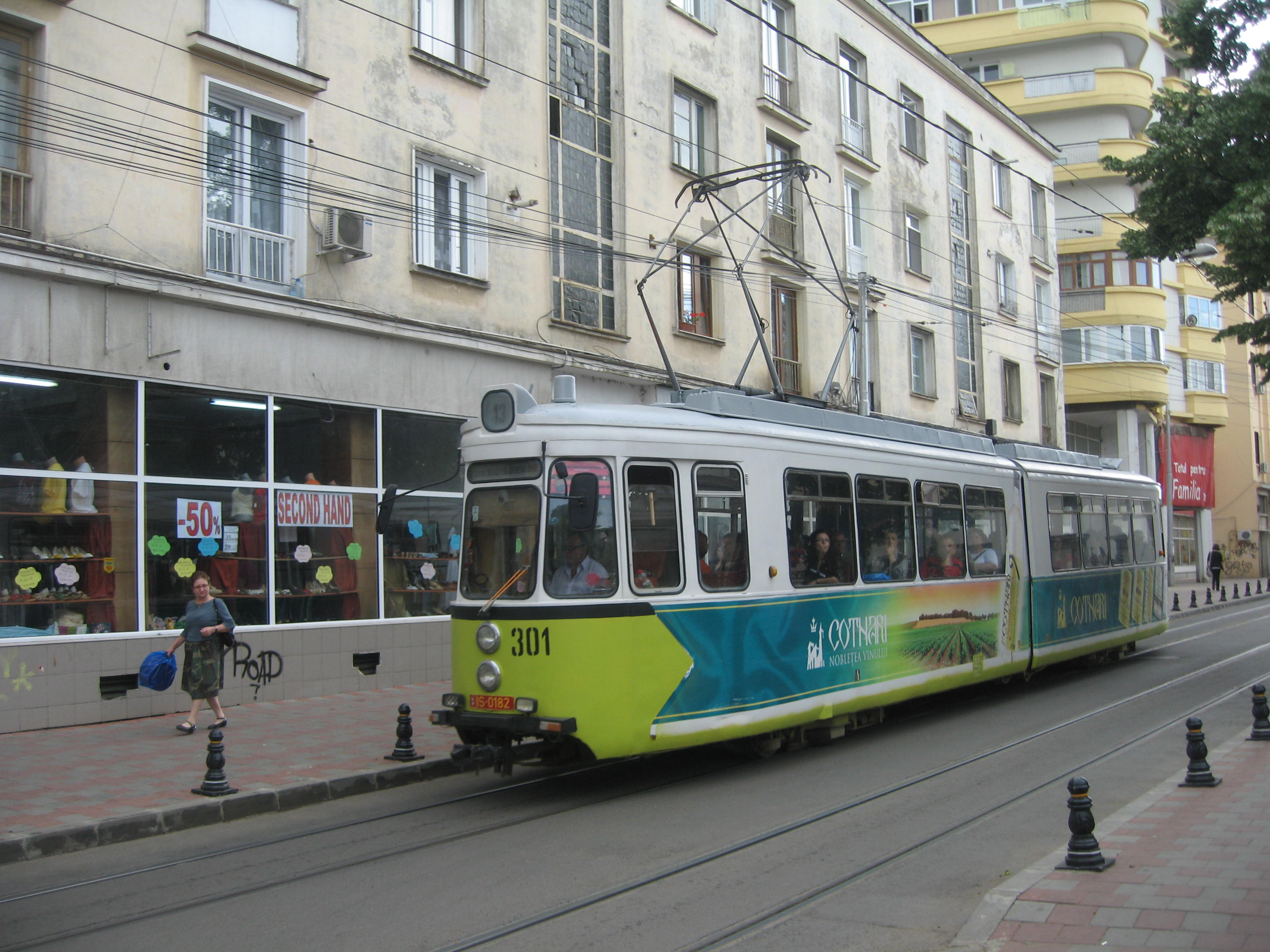
Tramvai trecând pe Str. Cuza Vodă
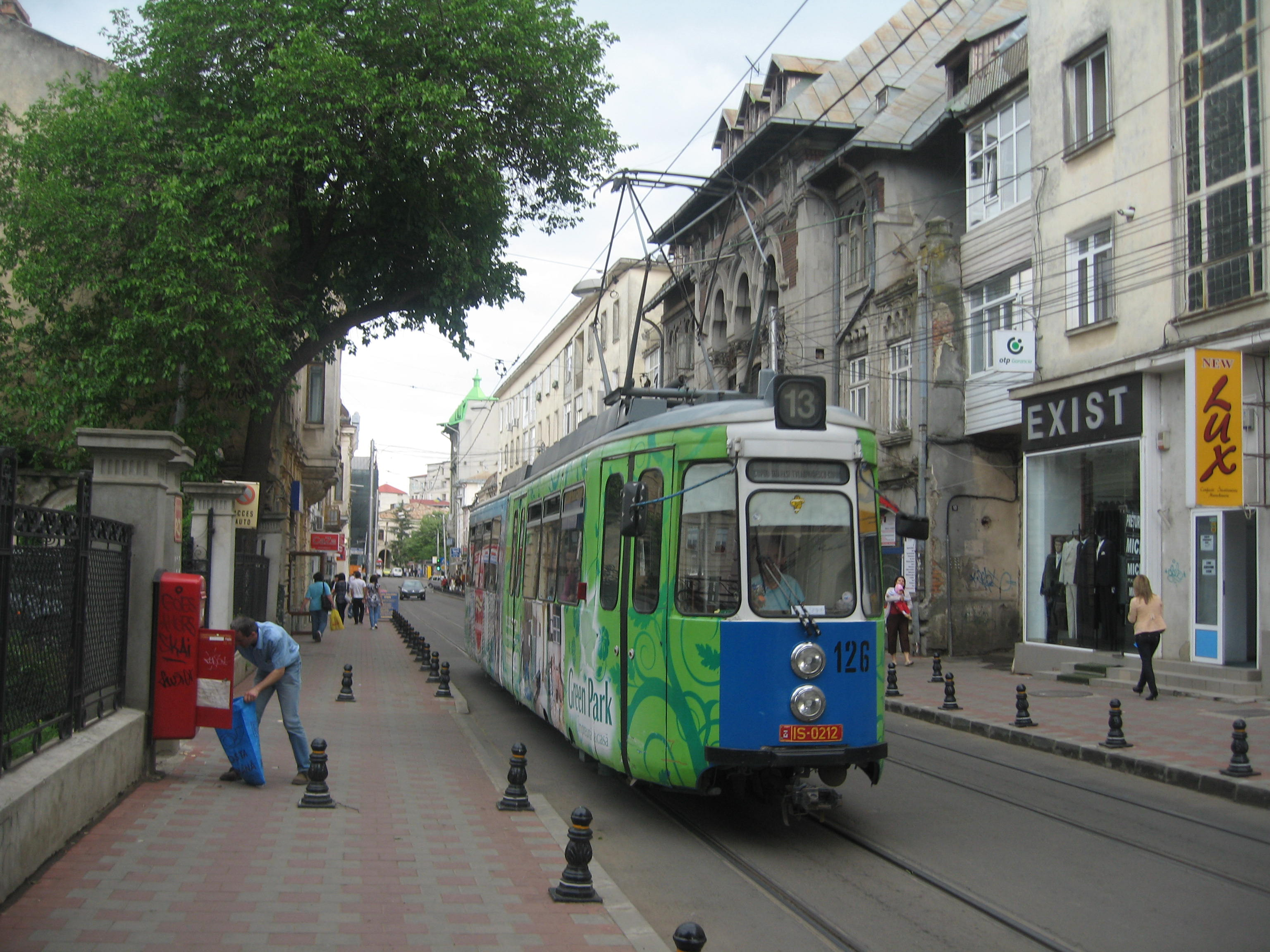
Tramvai trecând pe Str. Cuza Vodă
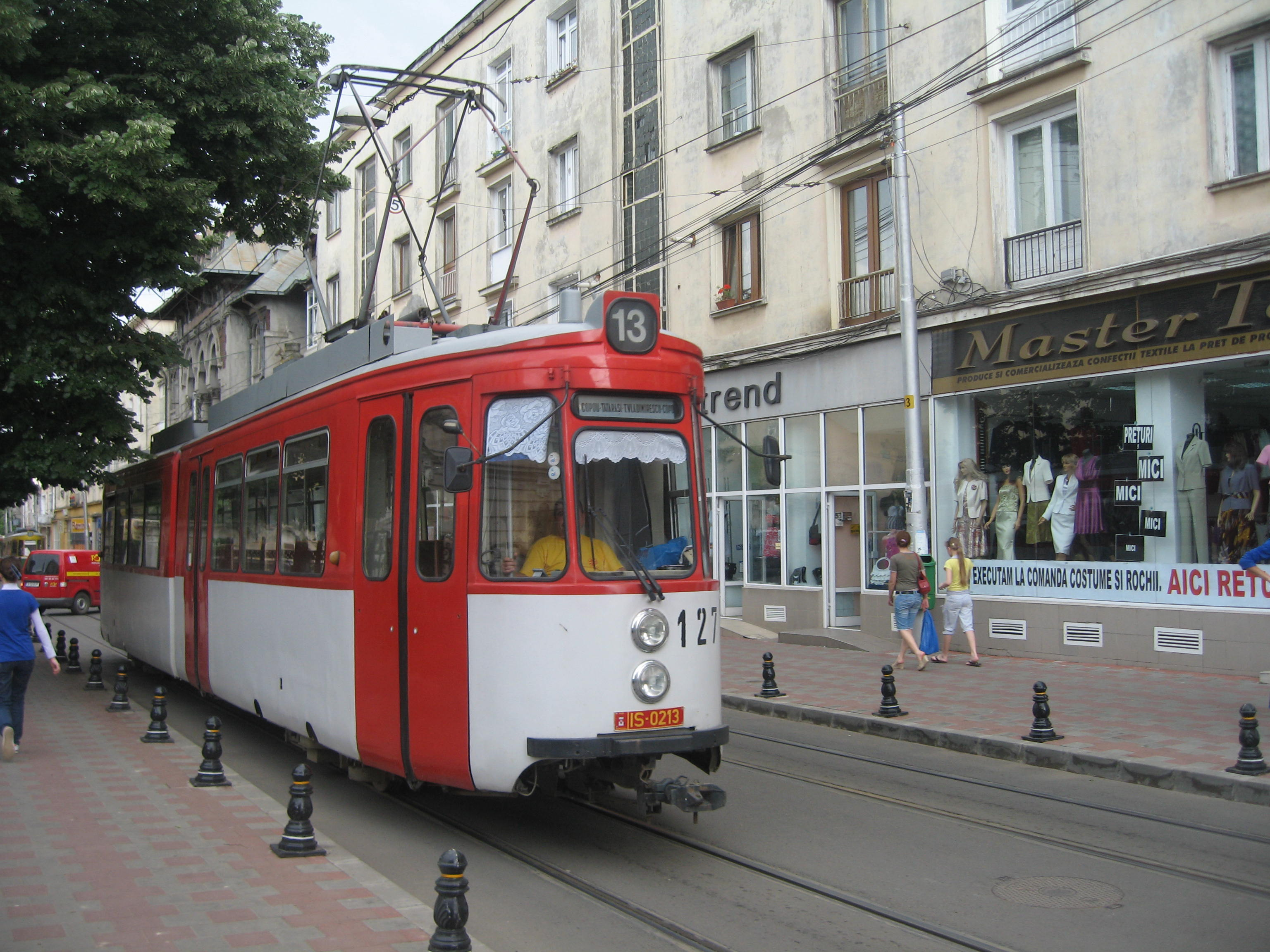
Tramvai trecând pe Str. Cuza Vodă
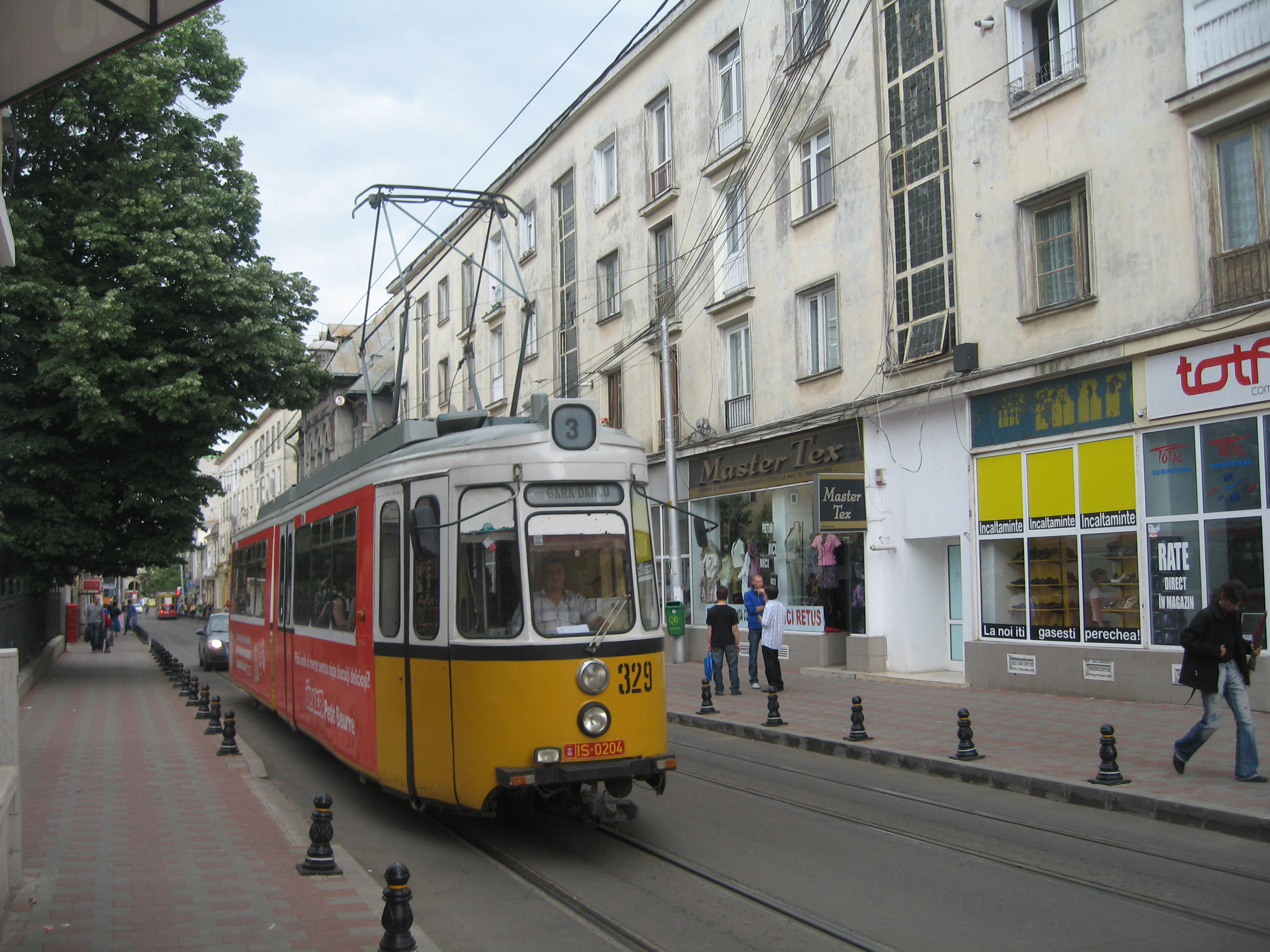
Tramvai trecând pe Str. Cuza Vodă
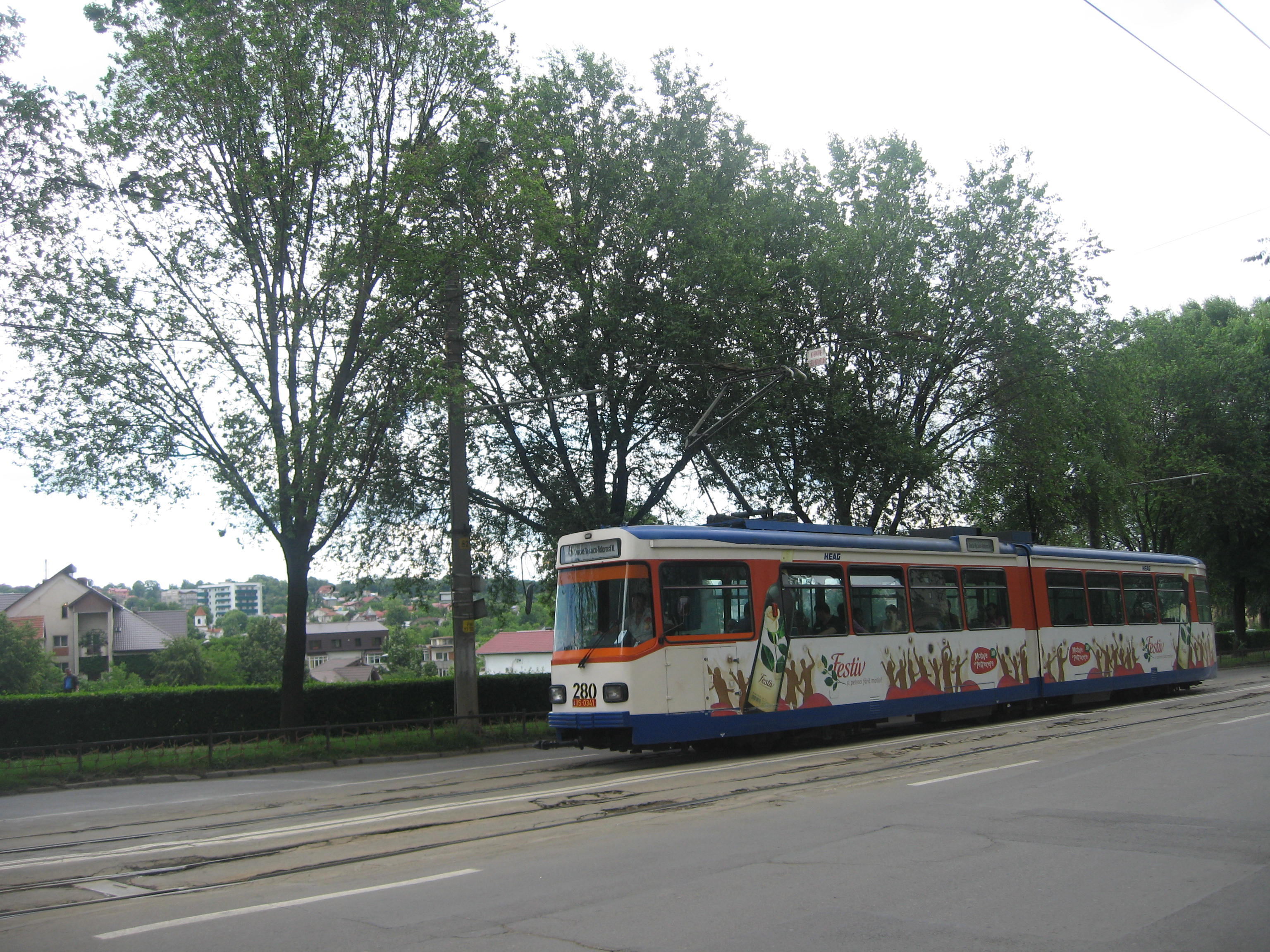
Tramvai în Tg. Cucu
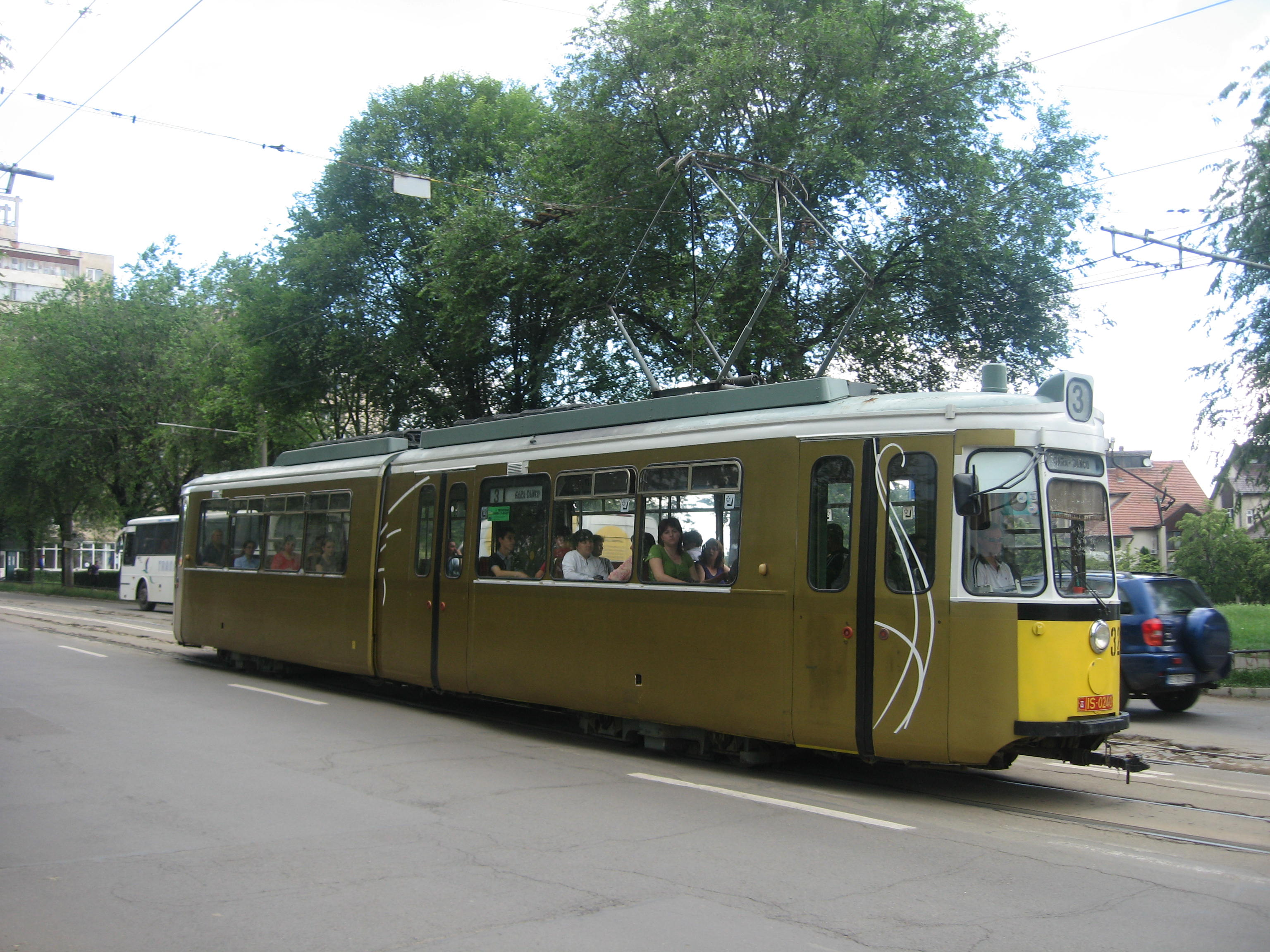
Tramvai în Tg. Cucu
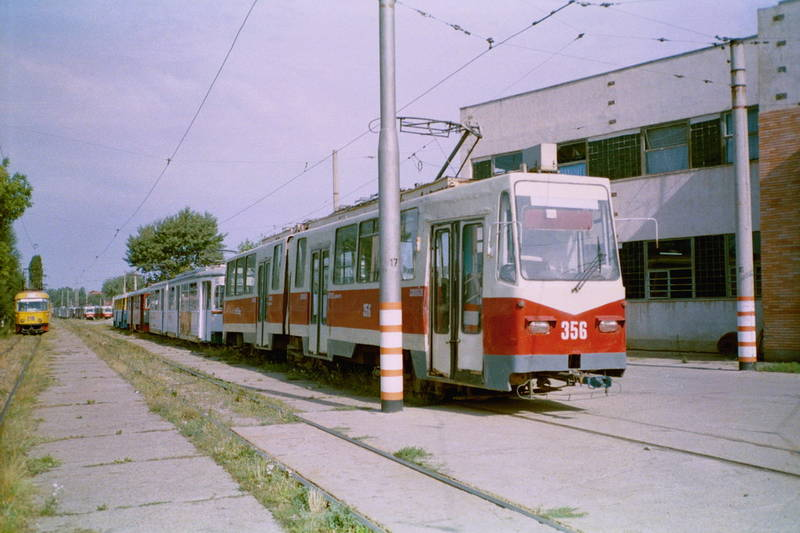
Tramvaiul V2A #356, singurul de acest tip de ecartament metric care a existat vreodată
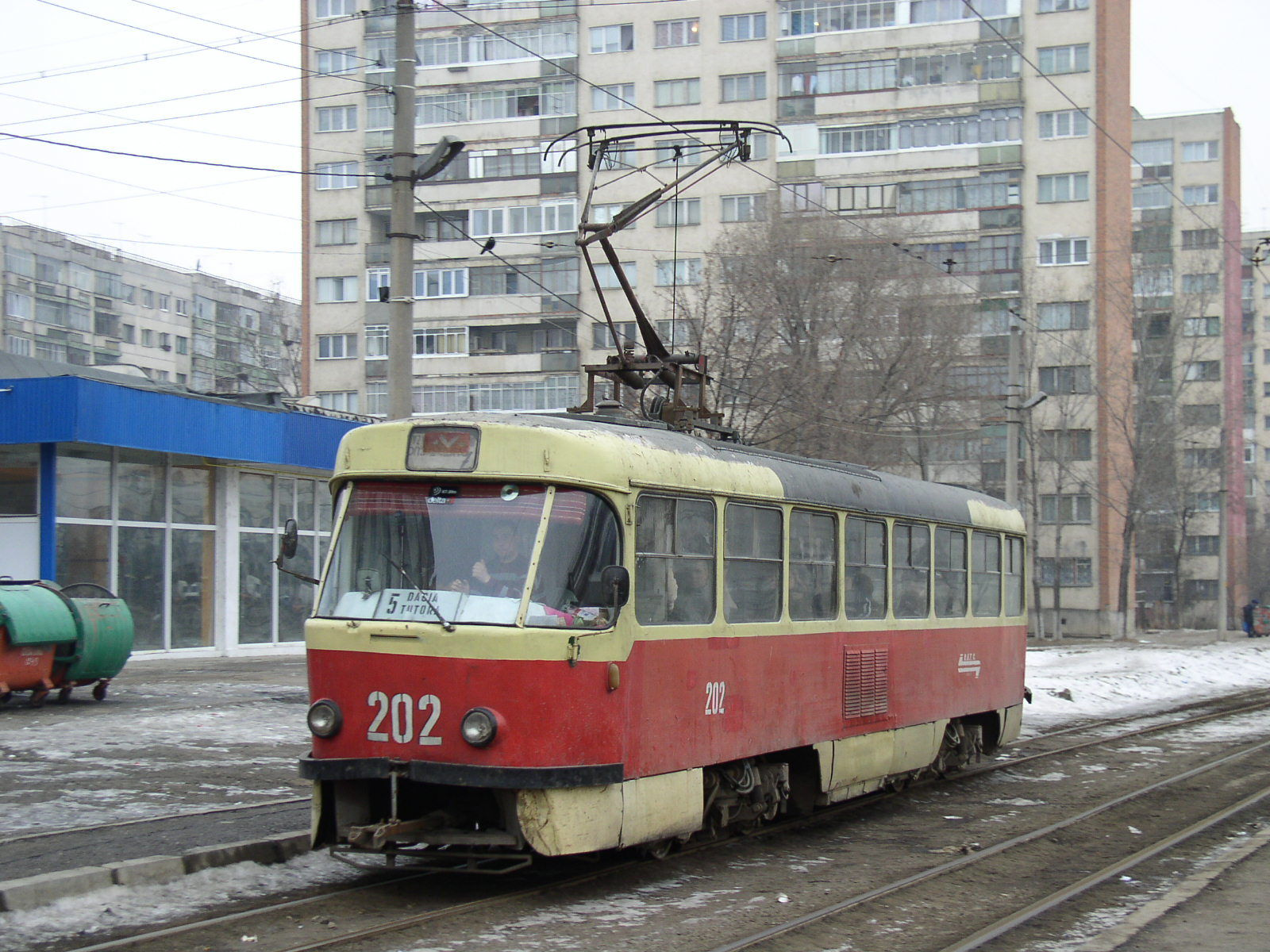
Tramvai Tatra T4R pe linia 5 (fabricat în 1977)
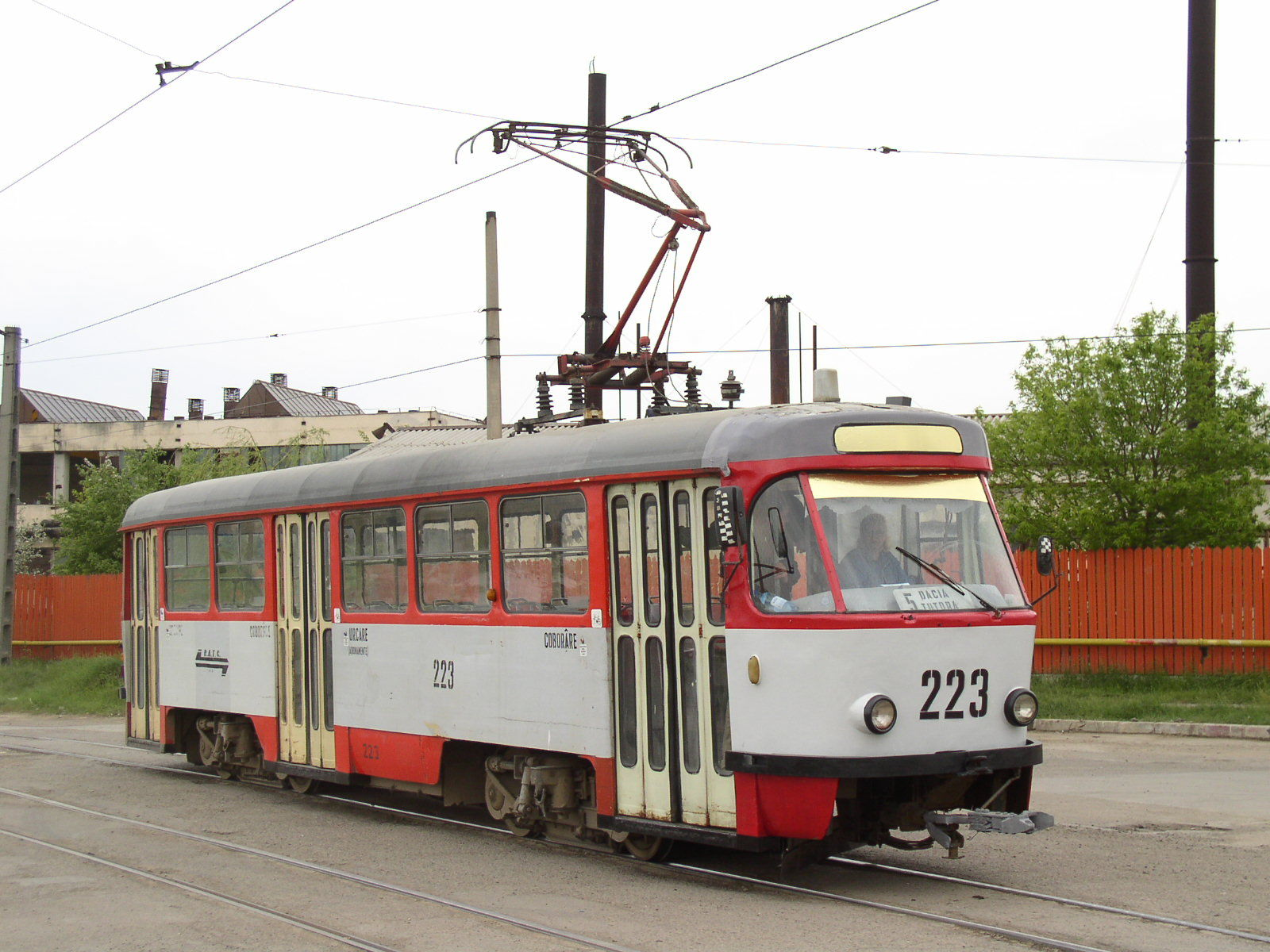
Tramvai Tatra T4D în depoul Dacia, (cumpărat second- hand din Halle)
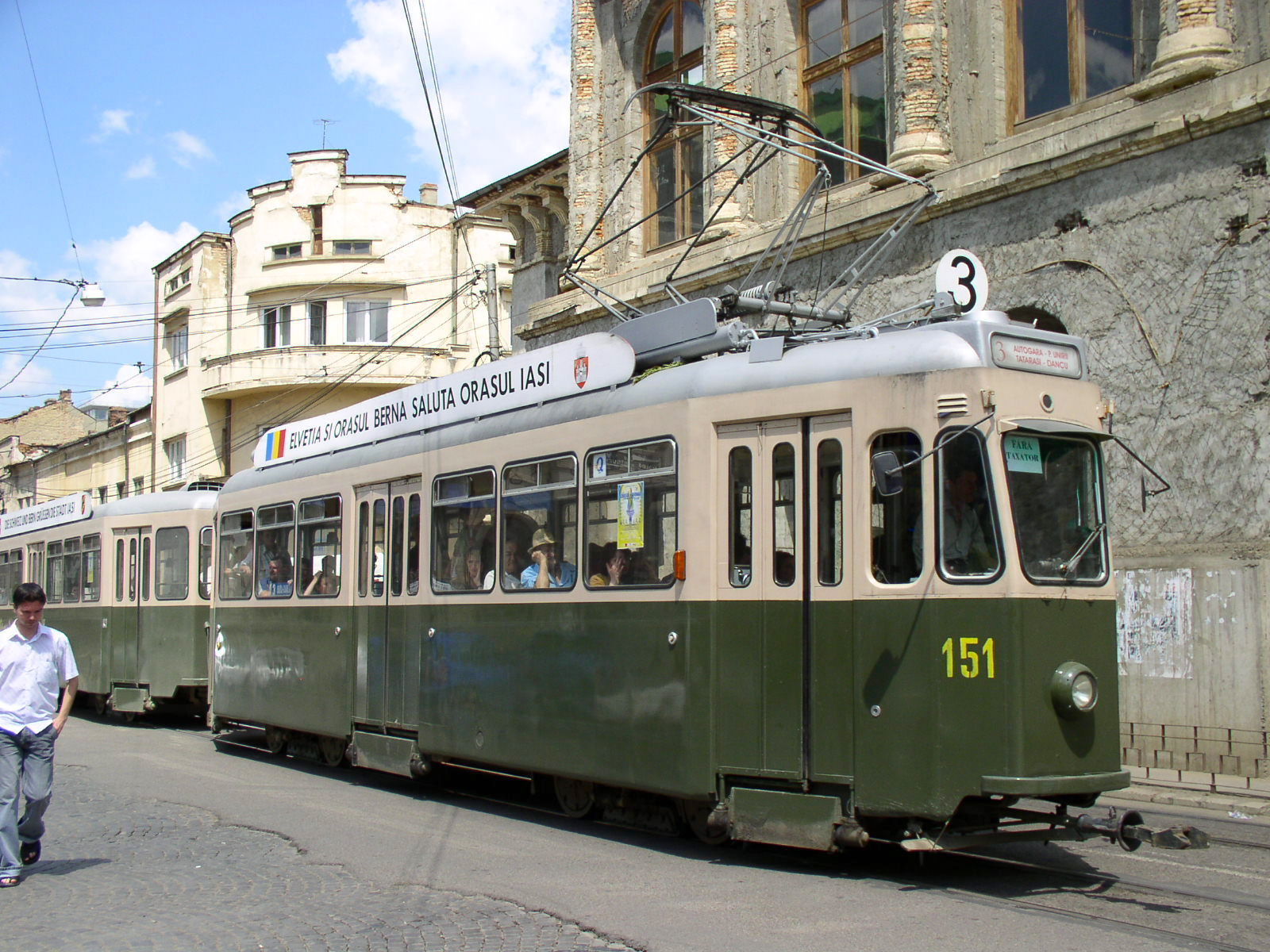
Tramvai Be 4/4 cu remorcă pe linia 3 (cumpărat second-hand din Berna)